# Recensement soviétique de 1937

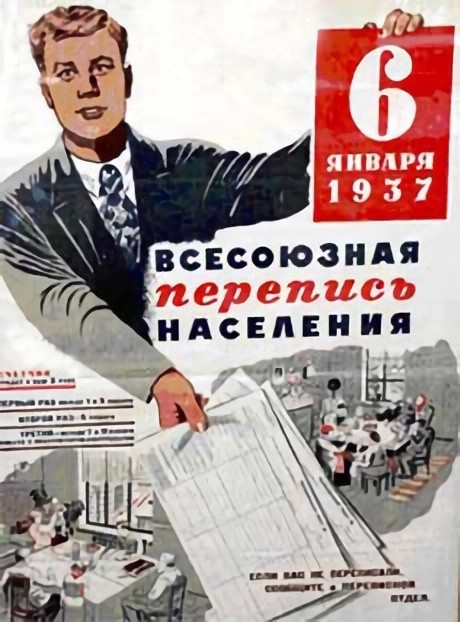
Affiche de propagande pour le recensement soviétique de 1937.

Le recensement soviétique de 1937, réalisé le 6 janvier 1937, est un recensement de la population controversé réalisé en Union soviétique. Les résultats furent en principe détruits et les organisateurs envoyés au Goulag sur ordre de Staline, car le recensement montrait une population bien plus faible (170 à 172 millions) qu'attendue,,. 
Ce résultat s'explique notamment par la collectivisation forcée des terres, les famines de 1931-1933 et l'Holodomor.
Il s'agit du deuxième recensement organisé par les autorités soviétiques après celui de 1926.
Un nouveau recensement fut organisé en 1939 : ses résultats, conformes aux attentes des autorités, furent publiés.